# Kauri-Butanol-Wert
Der Kauri-Butanol-Wert („Kb-Wert“) ist ein Maß für die Löslichkeit eines organischen Lösungsmittels und wird nach der ASTM-Norm ASTM D1133 festgestellt. Je höher die Löslichkeit ist, desto höher ist der einheitenlose Kb-Wert. Schwache Lösungsmittel liegen etwa zwischen 10 und 20, chlorierte Lösungsmittel können Werte im Hunderter-Bereich erreichen. Es stellt eine Alternative zum Anilinpunkt dar und wird bei Kohlenwasserstoff-Lösungsmitteln angegeben.
Der dimensionslose Wert wird durch den Trübungspunkt der Titration einer Kauri-Harz-Butanol-Lösung gegen das Lösungsmittel bestimmt.
| Lösungsmittel                      | Kauri-Butanol-Wert |
| ---------------------------------- | ------------------ |
| Decafluorpentan                    | 9                  |
| Methylnonafluorbutylether          | 10                 |
| R-225 (Dichlorpentafluorpropan)    | 31                 |
| 1,1,2-Trichlor-1,2,2-trifluorethan | 31                 |
| 1,1-Dichlor-1-fluorethan           | 56                 |
| 2-Propanol                         | 80                 |
| Tetrachlorethen                    | 90                 |
| 1,1,1-Trichlorethan                | 123                |
| 1-Brompropan                       | 126                |
| Trichlorethen                      | 129                |
| N-Methyl-2-pyrrolidon              | > 300              |